# Museo de Bellas Artes Fernán Félix de Amador
El Museo de Bellas Artes Fernán Félix de Amador está ubicado en la ciudad de Luján, Provincia de Buenos Aires Argentina. Lleva su nombre por el escritor, poeta y periodista argentino, nacido en esta ciudad, conocido como Fernán Félix de Amador (Domingo Fernández Beschtedt).

## Historia
El 6 de junio de 1961 un grupo de vecinos de la ciudad de Luján, en conjunto con la Asociación Cultural Ameghino tuvieron la idea de crear un museo de arte.
Este proyecto tuvo nacimiento el 27 de abril de 1963, en el edificio El Colonial, que se encontraba a orillas de río Luján, on el nombre de Museo de Artes Plásticas.
Su primer director, Orlando Paladino, cierras sus puertas y decide trasladarlo a La Cúpula, en 1966. En ese nuevo edificio, se comienzan a dar clases de arte, dibujo, pintura, y exhibir exposiciones de reconocidos artistas plásticos.
En el año 1979, específicamente el 9 de noviembre, el museo pasa a manos de la Municipalidad de Luján.
Se decide cambiarle el nombre, por Museo de Bellas Artes Fernán Félix de Amador.
El 11 de septiembre de 1982 se lo traslada a otro edificio ubicado en Avenida Nuestra Señora de Luján y las calles 9 de Julio y Lavalle.

## Complejo
El complejo de Bellas artes tiene una superficie de 1.17 2m². Cuenta con planta baja, entrepiso y planta alta.
También cuenta con tres salones:
- El salón mayor J. Paladino tiene una superficie de 379,5 m², y permite realizar diversas actividades.
- La Sala Casals, de 62 m², que tiene en su frontispicio y en sus lados, grandes puertas.
- La Sala Aime, de 31 m², es una sala se puede complementar con las otras salas.

Este museo es uno de los más importantes en la provincia, por su importancia artística, cultural, turística, y por todos los reconocidos artistas que han expuesto allí.

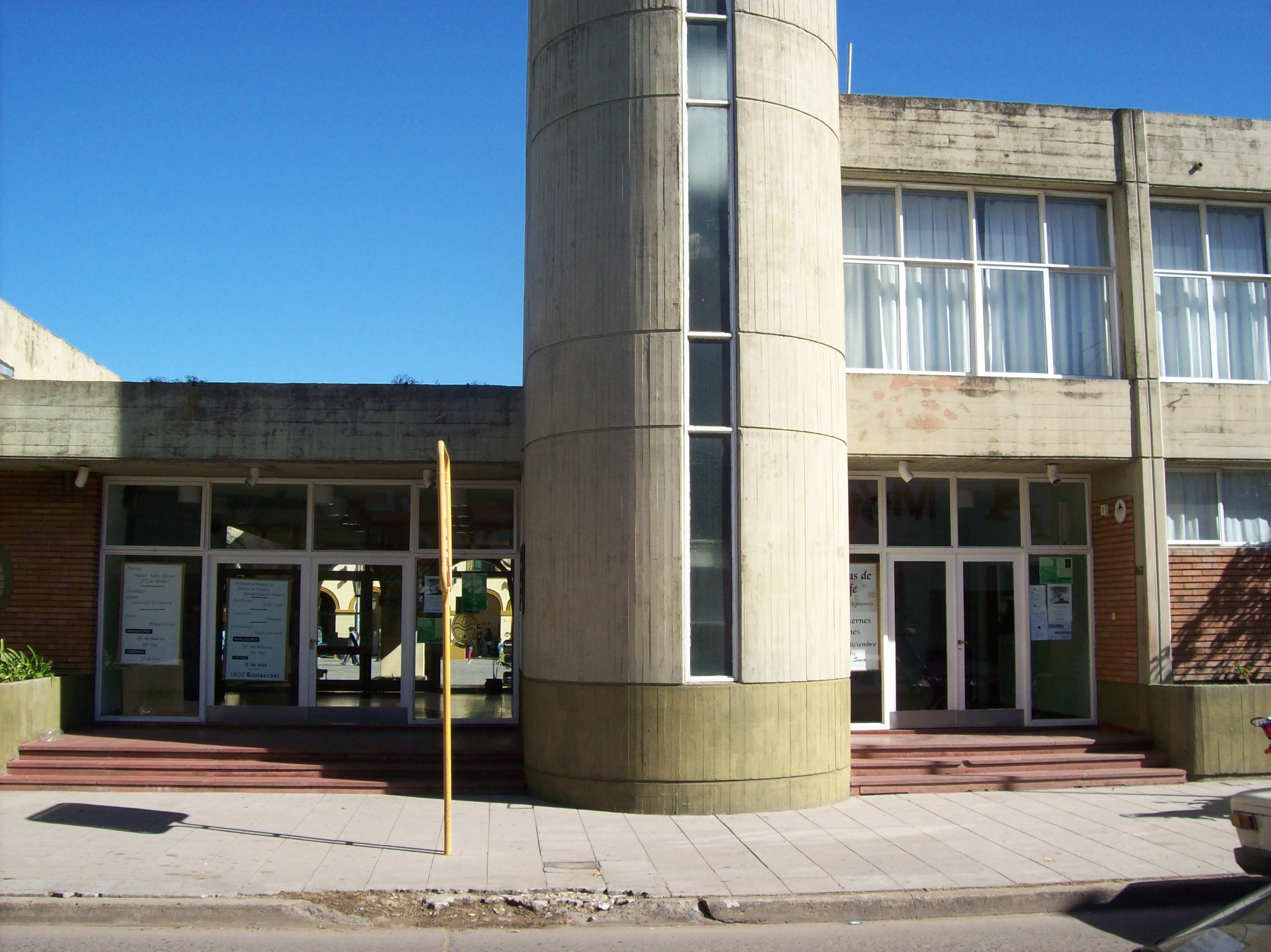
Frente del museo municipal de Bellas Artes "Fernán Félix de Amador" en la ciudad de Luján, provincia de Buenos Aires, Argentina.